# 利興鑽石
利興鑽石有限公司，簡稱利興鑽石（英語：Lee Heng Diamond Limited），在1949年，由潮州人馬興秋於香港創辦。

## 歷史
- 1966年，經營進行出口批發鑽石產品[1]；
- 1977年，註冊成為公司[1][3]；
- 1985年，萬寶郎珠寶有限公司成立，經營位於香港中區高檔鑽石產品[1][4]；
- 1993年，瑪貝爾鑽飾有限公司（MaBelle）成立，經營普羅大眾鑽石產品[1][3]；
- 1997年，寶寶珠寶有限公司（Falconer Jewellers），纳入集团旗下，位於半島酒店[1][5]。
- 1998年，Madia成立，經營高檔鑽石產品[1][6]；
- 2001年，該公司開拓中國內地市場[1]；
- 2004年，利興鑽石旗下瑪貝爾鑽飾採用易寶通訊的IVRS系統[7]；
- 2007年，Dorical網上解決方案成立[1]。

## 事件
2007年，利興鑽石旗下MaBelle （页面存档备份，存于），以超過1000萬港元贊助無綫電視劇《珠光寶氣》。
2014年7月，利興鑽石行政總裁馬墉宜，指出需要勸告公司員工不要為了他們而違反法律，包括「佔領中環事件」，因此出現爭議性。

## 家庭
馬墉傑（Maximilian，該公司和瑪貝爾鑽飾有限公司董事會主席）、馬墉宜（Lawrence，李福兆女婿）兄弟分別曾擔任香港鑽石入口商會主席及香港鑽石總會主席，而長兄馬燦銳（Michael）為該公司榮譽主席；而馬燦銳兒子馬振年（馬振煒的弟弟），是當時該公司員工，其後受吸毒影響而被得生團契接受福音戒毒，現時為基督教得生團契事工拓展主任。

## 外部連結
- leehengdiamond.com （页面存档备份，存于）
- https://www.mabelle.com （页面存档备份，存于）
- https://www.leodiamond.com.hk （页面存档备份，存于）